# Calliptaminae
Le Calliptaminae Tinkham, 1940 sono una sottofamiglia di insetti ortotteri della famiglia Acrididae.

## Tassonomia
La sottofamiglia comprende i seguenti generi:
- Acorypha Krauss, 1877
- Bosumia Ramme, 1929
- Braxyxenia Kirby, 1914
- Calliptamus Serville, 1831
- Damaracris Brown, 1972
- Indomerus Dirsh, 1951
- Palaciosa Bolívar, 1930
- Paracaloptenus Bolívar, 1876
- Peripolus Martínez y Fernández-Castillo, 1898
- Sphodromerus Stål, 1873
- Sphodronotus Uvarov, 1943
- Stobbea Ramme, 1929

### Specie presenti in Italia
In Italia sono presenti le seguenti specie e sottospecie:
- Calliptamus barbarus (O. G. Costa, 1836)
  - Calliptamus barbarus barbarus (O.G. Costa, 1836)
- Calliptamus italicus (Linnaeus, 1758)
  - Calliptamus italicus italicus (Linnaeus, 1758)
- Calliptamus siciliae Ramme, 1927